# Abraham Silberschein
Adolf Henryk Silberschein, también conocido como Abraham Silberschein (nacido el 30 de marzo de 1882 en Leópolis, Austria-Hungría, hoy Ucrania, murió el 30 de diciembre de 1951 en Ginebra) fue un abogado judío de Polonia, activista del Congreso Judío Mundial, sionista, miembro del Sejm Polaco (1922-27). Durante el Holocausto fue miembro del Grupo de Berna, una cooperación informal de organizaciones judías y diplomáticos polacos que fabricaron y pasaron ilegalmente pasaportes latinoamericanos ilegales a la Polonia ocupada, salvando a sus poseedores y sus familias de la deportación inmediata a los campos de exterminio alemanes.

## Primeros años de vida y carrera política
Silberschein nació en Leópolis como el hijo de Jakub Silberschein, un dentista y su esposa Anna, apellido de nacimiento Polturak. Hizo sus estudios universitarios en Leopolis y Viena, obteniendo un doctorado en derecho y en filosofía. Después de regresar, abrió una oficina legal en Leopolis en la calle Trybunalska (hoy Shevs'ka, ukr. Шевська). Durante el período de entreguerras, participó activamente en organizaciones sionistas y en la junta directiva del breve Partido Sionista Hitachdut (Mifleget haAvoda haTzionit "Hitachdut", 1925-1938).  El Dr. Silberschein se fue a Ginebra el 9 de agosto de 1939, tres semanas antes de la invasión alemana de Polonia.

## El Grupo de Berna y la acción de rescate del Holocausto
Durante el Holocausto Silberschein tomó parte activa en el intento de salvar judíos mediante la organización de pasaportes de países latinoamericanos. Lo hizo bajo el Comité de Asistencia "RELICO" establecido en Ginebra y en plena cooperación con el Congreso Judío Mundial.
Inicialmente, estas actividades tuvieron un carácter incidental, pero en 1942-43 comenzó a llevarse a cabo en una escala masiva. Silberschein permaneció en estrecho contacto con los diplomáticos polacos Konstanty Rokicki, Stefan Ryniewicz, y su colaborador judío Juliusz Kühl . Recaudó fondos para sobornar a los cónsules honorarios latinoamericanos e hizo que las listas de beneficiarios fueran introducidas de contrabando desde y hacia los guetos de la Polonia ocupada por los alemanes. También colaboró con el cónsul peruano José María Barreto, más tarde reconocido como Justos entre las Naciones, y probablemente también, de manera independiente, con los cónsules de Honduras y Haití.
En el otoño de 1943 fue brevemente arrestado por la policía suiza. Luego testificó que había actuado en nombre de Ryniewicz y Rokicki, de quienes había aprendido sobre el mecanismo del pasaporte y quienes le habían pedido que coordinara las actividades. De esta forma, los pasaportes se pueden comprar a granel, lo que reduce su precio. Silberschein dijo:
"Hace unos meses, tuve una reunión en Berna, en la Legación polaca, con el señor Ryniewicz, primer secretario de la Legación, y con el señor Rokicki, que dirige la sección consular en Berna. Llamaron mi atención sobre el hecho de que ciertas personas en Suiza habían asumido la tarea de proporcionar pasaportes de los países sudamericanos a los polacos que se encontraban en varios países bajo ocupación alemana. Esos pasaportes permitieron a los interesados obtener una mejora en su lote.
Era un caso de un verdadero "mercado negro" de pasaportes, y esos señores de la Legación me hicieron saber su deseo de que me hiciera cargo del asunto; acepté la propuesta en nombre de RELICO. De esa forma, los interesados podrían evitar tener que pagar enormes sumas de dinero. Puedo afirmar que el 80% de los pasaportes fueron pagados por el Congreso Judío Mundial".
Llegué a un acuerdo con el Sr. Rockicki de la sección consular de la legación polaca en Berna, que asumió la tarea, que todavía tiene, de entregarme pasaportes de Paraguay.
Los portadores de los pasaportes fueron internados por los alemanes como ciudadanos de países neutrales, y no deportados a los campos de exterminio como la mayoría de la población judía polaca. "Debo decir que la diferencia en el tratamiento fue enorme, y que incluso se podría decir que a menudo, de esa manera, la persona en cuestión escapaba de la muerte", testificó.
Según la policía suiza Rokicki llenó a mano los pasaportes paraguayos y entregó sobornos a Hügli a veces ayudado por su subordinado judío, el agregado Kühl. El jefe de la Legación, Aleksander Ładoś y su adjunto Stefan Ryniewicz asegurarían la cobertura diplomática de la acción e intervinieron con la policía el MAEC de Suiza y la Legación de los Estados Unidos.
Silberschein declaró que había actuado "solo para fines benéficos" y "en plena cooperación con las autoridades diplomáticas polacas en Suiza". Silberschein también testificó haber obtenido varios pasaportes de los consulados de Perú, Honduras y Haití. Después del arresto de Silberschein el abogado Stefan Ryniewicz intervino con éxito en su defensa con el jefe de policía Heinrich Rothmund.

## Legado y últimos años
Se estima que las acciones del Grupo de Berna han salvado las vidas de cientos inclusive miles de personas - en su mayoría judíos polacos y holandeses que sobrevivieron como poseedores de pasaportes paraguayos, luego de que Paraguay, bajo la presión de Polonia y la Santa Sede, reconoció la validez de estos pasaportes. En el caso de Silberschein este número también debería incluir a algunos de los sobrevivientes gracias a otros pasaportes, en su mayoría hondureños. El papel de la Legación de Polonia en la producción y obtención de este último no está claro.
Después de la guerra Silberschein permaneció en Ginebra, donde se casó con su secretaria Fanny Hirsch, también participante en la operación de rescate. Murió el 30 de diciembre de 1951 en Ginebra y está enterrado en el cementerio judío local.